# USS Narkeeta (1892)
USS Narkeeta (znany także jako "steam tug #3") – holownik typu Wahneta United States Navy z przełomu XIX i XX wieku. Stępkę jednostki położono w kwietniu 1891 w stoczni City Point Iron Works w Bostonie. Został zwodowany 11 lutego 1892. Zaakceptowany przez Marynarkę w stoczni bostońskiej 12 marca 1892 wszedł do służby 14 kwietnia 1892.
"Narkeeta" był dwumasztowym holownikiem o stalowym kadłubie. Służył w Marynarce, pełniąc zadania holownicze do 1923. Operował głównie w rejonie Nowego Jorku, pomagając w poruszaniu się większym jednostkom wewnątrz ruchliwego portu w czasie dwóch wojen (hiszpańsko-amerykańskiej i I wojny światowej). Został wycofany ze służby w kwietniu 1923 i pozostał w rejonie Nowego Jorku do sprzedaży 28 października 1926. Jednostkę kupił Joseph F. O’Boyle.